# Coniugato isotomico

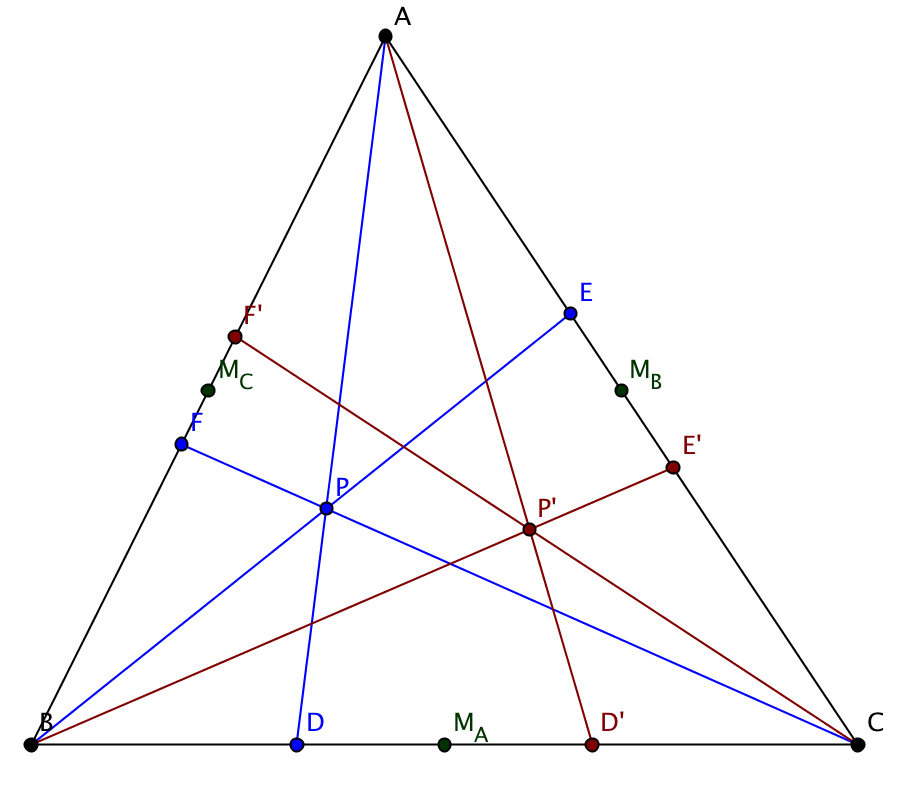
I punti P e P' sono coniugati isotomici.

In geometria, due punti sono coniugati isotomici se le loro rette ceviane sono simmetriche le une delle altre, rispetto alle mediane del vertice comune; in pratica tali rette sono tra loro linee isotomiche, cioè che mantengono inalterate le dimensioni dei due segmenti individuati dall'intersezione con il lato opposto considerandoli a vertici invertiti.
Il coniugato isotomico non è solo di un punto, ma può anche essere tracciato come insieme di punti sia per rette che circoli o altre coniche afferenti alla geometria del triangolo.

## Caratteristiche
Per le sue caratteristiche il baricentro B, essendo punto di contatto delle mediane, non ha coniugato isotomico se non considerandolo coincidente con se stesso; inoltre benché non si applichi normalmente tale concetto ai punti appartenenti al perimetro, il coniugato isotomico di ogni punto di un lato sarebbe il vertice opposto al lato.
Le coordinate trilineari di due punti reciprocamente coniugati isotomici sono legate da relazioni fisse: dato un punto di coordinate x : y : z allora le coordinate del suo coniugato isotomico sono (a2x)-1 : (b2y)-1 : (c2z)-1.

## Lista di punti isotomici notevoli
| Punto di Gergonne      | Punto di Nagel   |
| Terzo punto di Brocard | Punto di Lemoine |